# Sävasjön
Sävasjön är en sjö i Gävle kommun i Gästrikland och ingår i Gavleån-Dalälvens kustområde. Sjön har en area på 0,0412 kvadratkilometer och ligger 41 meter över havet. Sävasjön ligger i Sävasjön Natura 2000-område.

## Delavrinningsområde
Sävasjön ingår i det delavrinningsområde (671680-158261) som SMHI kallar för Utloppet av Sävasjön. Medelhöjden är 45 meter över havet och ytan är 0,56 kvadratkilometer. Det finns inga avrinningsområden uppströms utan avrinningsområdet är högsta punkten. Vattendraget som avvattnar avrinningsområdet har biflödesordning 3, vilket innebär att vattnet flödar genom totalt 3 vattendrag innan det når havet efter 15 kilometer. Avrinningsområdet består mestadels av skog (98 procent).